# Зелене (Нікопольський район)
Зеле́не — село в Україні, у Нікопольському районі Дніпропетровської області. Входить до складу Першотравневської сільської громади.
Колишній орган місцевого самоврядування — Лошкарівська сільська рада. Населення — 42 мешканця.

## Географія
Село Зелене знаходиться за 0,5 км від села Голубівка і за 1 км від села Нова Балта. По селу протікає пересихаючий струмок з загатою. Поруч проходить автомобільна дорога Т 0432.

## Історія
12 червня 2020 року, відповідно до розпорядження Кабінету Міністрів України № 709-р від «Про визначення адміністративних центрів та затвердження територій територіальних громад Дніпропетровської області», увійшло до складу Першотравневської сільської громади.
19 липня 2020 року, в результаті адміністративно-територіальної реформи і ліквідації Нікопольського району(1923—2020), село увійшло до складу новоутвореного Нікопольського району.

## Населення

### Мова
Розподіл населення за рідною мовою за даними перепису 2001 року:
| Мова       | Кількість | Відсоток |
| ---------- | --------- | -------- |
| українська | 41        | 97.62%   |
| російська  | 1         | 2.38%    |
| Усього     | 42        | 100%     |